# All Those Years Ago
«All Those Years Ago» (en españolː "Todos aquellos años") es una canción compuesta por George Harrison, extraída de su álbum Somewhere in England y publicada como sencillo. La canción fue un homenaje personal a su excompañero de The Beatles John Lennon, quien fue asesinado en diciembre de 1980. Se publicó el 11 de mayo de 1981 en los EE. UU. y el 15 de mayo en Inglaterra.

## Orígenes
Inicialmente, Harrison compuso la canción (con una letra diferente) para que la cantara Ringo Starr, pero a este le pareció que el registro vocal era demasiado alto para él, y además no le gustaba la letra. Tras la muerte de Lennon, Harrison cambió la letra para que fuera un homenaje hacia su antiguo amigo y colega.

## Participantes
En la grabación de la canción participaron los exmiembros de la banda (Harrison, Starr y McCartney), aunque el sencillo está acreditado únicamente a Harrison. Es una de las pocas canciones en la que intervinieron los tres miembros del grupo, sin tener relación directa con la banda. No volverían a grabar juntos hasta trece años después, en La Antología de los Beatles. La esposa de Paul, Linda, intervino en los coros junto a Denny Laine, mientras que Al Kooper lo hizo en los teclados y Ray Cooper en la percusión.

## Video musical
El video musical se compone de fotografías y fragmentos de video, centrándose, por supuesto, en John, y en un menor grado en George. Al parecer, los fragmentos de video se escogieron para presentarlos a los dos juntos. Las fotografías de John, de mayor edad después de su etapa con los Beatles, se intercalan con fotografías de George de la misma época.

## Posiciones en las listas de éxitos
El sencillo "All those years ago" alcanzó los puestos #2 y #13 en las listas de EE. UU. e Inglaterra, respectivamente.

## Personal
- George Harrison: voz principal y coros, guitarra principal
- Paul McCartney: coros
- Linda McCartney: coros
- Denny Laine: coros
- Ringo Starr: batería
- Al Kooper: teclados
- Herbie Flowers: bajo
- Ray Cooper: percusión